# Auf dem Tanzboden
Auf dem Tanzboden ist eine als Musikalische Illustration bezeichnete Komposition von Johann Strauss Sohn (op. 454). Sie wurde am 22. Oktober 1893 im Konzertsaal des Wiener Musikvereins unter der Leitung von Eduard Strauß erstmals aufgeführt.